# Forchies-la-Marche
Forchies-la-Marche is een dorp in de Belgische provincie Henegouwen, en een deelgemeente van de Waalse stad Fontaine-l'Évêque.
Forchies-la-Marche was een zelfstandige gemeente, tot die bij de gemeentelijke herindeling van 1977 toegevoegd werd aan de gemeente Fontaine-l'Évêque.

## Bezienswaardigheden
- De Onze-Lieve-Vrouwekerk (Église de la Sainte-Vierge) is een neogotisch kerkgebouw van 1870, gelegen in het centrum.
- De Heilig-Hartkerk (Église du Sacré-Cœur) is een neoromaans kerkgebouw van 1912-1913, gelegen in de wijk Les Communes ten zuiden van de spoorlijn.
- Het Kasteel van Forchies-la-Marche was de zetel van de heerlijkheid La Marche in de vorm van een versterkt kasteel uit de 14e en 15e eeuw. Uit deze tijd dateert nog een ronde toren gebouwd in kalksteenblokken.

## Natuur en landschap
De hoogte aan de Onze-Lieve-Vrouwekerk bedraagt 165 meter.

## Economie
Maatschappijen als de Charbonnage de Monceau Fontaine waren hier actief in de steenkoolwinning. Een mijnterril is nog aanwezig.

## Demografische ontwikkeling
- Bronnen:NIS, Opm:1831 tot en met 1970=volkstellingen, 1976= inwoneraantal op 31 december

## Nabijgelegen kernen
Piéton, Trazegnies, Souvret, Fontaine-l'Evêque